# 石島雉子郎
石島 雉子郎（いしじま きじろう、1887年8月26日 - 1941年4月18日）は、日本の俳人。救世軍大佐。本名は亀次（治）郎で、雉子郎は俳号である。郷土史家で、田山花袋の「田舎教師」に登場する石川機山のモデルでもある石島薇山は兄。

## 来歴・人物
埼玉県北埼玉郡行田町（現・行田市）の青縞問屋に生まれた。埼玉県立熊谷中学校時代から俳句に興味をもち、川島奇北から俳句の指導助言を受ける。後に中学は中退。また、高浜虚子のホトトギスの会にも参加し、その後虚子に師事した。
1910年、救世軍士官学校に入学する。山室軍平の認めるところとなり、1913年、姪の恵子と結婚。同年秋朝鮮半島への伝道活動のため京城府に赴く。京城では『京城日報』の選者として活動する。
1921年に東京に戻り、川島奇北の句集『田園』に跋文を寄せた。俳誌『浮城』を発刊した。
救世軍清瀬療養所事務所長を務めた。
急病により、1941年に死去した。
死去から20年後の1961年に行田市俳句連盟の手により句碑が建立された（のち行田市下町の公園内に移設）。

## 作品
- 思い沈む父や端居のいつまでも
- 此巨犬幾人雪に救ひけむ
- 蝉鳴くや日落ちてしばし燃ゆる雲[5]
- 落日を望めば冬木枝細か[6]